# O Sangue dos Elfos
O Sangue dos Elfos (em polonês: Krew elfów) é o primeiro romance da série de livros Wiedźmin (The Witcher), escrita por Andrzej Sapkowski, sendo uma sequência dos contos presentes em O Último Desejo e A Espada do Destino. O romance foi publicado pela primeira vez na Polônia em 1994, chegando ao Brasil  em 2013[carece de fontes?] e a Portugal em 2018
Em 1994, na Polônia, o título venceu o prêmio Janusz A. Zajdel de Melhor romance de ficção científica ou fantasia, e em 2009, no Reino Unido, ganhou um prêmio na David Gemmell Legend Awards.